# Estnische Badmintonmeisterschaft 1973
Die Estnische Badmintonmeisterschaft 1973 fand im Februar 1973 in Tallinn statt. Es war die 9. Austragung der Titelkämpfe.

## Medaillengewinner
| Disziplin    | Gold                                        | Silber                                     | Bronze                                 |
| ------------ | ------------------------------------------- | ------------------------------------------ | -------------------------------------- |
| Herreneinzel | Jüri Tarto, Tallinn                         | Boris Bogovski, Tartu                      | Jaak Nuuter, Tallinn                   |
| Dameneinzel  | Reet Kull, Tartu                            | Marika Dolotova, Tallinn                   | Riina Kaarli, Tartu                    |
| Herrendoppel | Boris Bogovski Jaak Nuuter, Tartu / Tallinn | Jüri Tarto Raivo Kristianson, Tallinn      | Alfred Kivisaar Heino Aunin, Tartu     |
| Damendoppel  | Reet Kull Skaidrite Nurges, Tartu / Tallinn | Riina Kaarli Tiina Nuuter, Tartu / Tallinn | Marika Dolotova Merike Vaimel, Tallinn |
| Mixed        | Alfred Kivisaar Riina Kaarli, Tartu         | Boris Bogovski Reet Kull, Tartu            | Jaak Nuuter Tiina Nuuter, Tallinn      |